# Joerg Hartwein
Joerg Hermann Josef Hartwein (* 12. Dezember 1955 in Darmstadt) ist ein deutscher HNO-Arzt und Schriftsteller.

## Leben
Nach dem in Darmstadt auf dem Liebig-Gymnasium 1974 abgelegten Abitur absolvierte er ein Studium der Humanmedizin in Frankfurt am Main, Ulm und Heidelberg, später belegte er Geschichte an der Fernuniversität in Hagen. Die Approbation zum Arzt erfolgte 1980, die Promotion zum Dr. med. im gleichen Jahr bei C. Burri in Ulm. Seine Facharztausbildung absolvierte er in Bonn bei W. Becker und U. Koch. 1986 wechselte er nach Hamburg an das Universitätsklinikum Hamburg-Eppendorf, wo er sich als Oberarzt bei U. Koch mit einer Arbeit über Radikalhöhlenchirurgie habilitierte. Den 1995 ergangenen Ruf auf eine C-3 Professur lehnte er ab, 1996 wurde er zum Professor ernannt. Von 1995 bis 2015 leitete er als Chefarzt die HNO-Klinik in Pforzheim, 2019 kommissarisch die HNO-Klinik Krefeld. Seither reduzierte chirurgische Tätigkeit in Karlsruhe und München. Klinische Schwerpunkte waren die Chirurgie des Mittelohrs und der Speicheldrüsen, außerdem die funktionelle und ästhetische Rhinochirurgie. Er ist Autor von mehr als 40 Publikationen vor allem auf dem Gebiet der Mittelohr- und Parotischirurgie, außerdem verfasste er mehrere historiographische Arbeiten. Seit dem Rückzug aus der klinischen Tätigkeit beschäftigt er sich vermehrt mit wissenschaftsgeschichtlichen Fragen, was seit 2021 zu mehren Monographien geführt hat. Seit 2017 veröffentlicht er zudem Gesellschaftsromane und Jagderzählungen, außerdem Kurzgeschichten.
Hartwein ist verheiratet und hat zwei erwachsene Töchter. Er lebt im Nordschwarzwald und in der Steiermark.

## Publikationen

### Wissenschaft

#### Medizin (Auswahl)
- Komplikationen an den Entnahmestellen von autologem Knochenmaterial. Diss. Ulm 1979.[2]
- Die Topographie des runden Fensters und ihre Bedeutung für die chirurgische Therapie der Perilymphfistel. In: Laryng.Rhinol. Otol. Band 67, 1988, S. 28–30.[3]
- A Technique for the Reconstruction of the Posterior Canal Wall and Mastoid Obliteration in Radical Cavity Surgery. In: Am. J. Otol. Band 11, Nr. 3, 1990, S. 169–173.[4]
- Untersuchungen zum Einfluss chirurgischer Maßnahmen auf das Resonanzverhalten des äußeren Gehörgangs. Habil.-Schrift. Hamburg 1990.
- Die Bifenestration – eine hörverbessernde Operation bei schwerster Ohrmissbildung. In: Laryngo-Rhino-Otol. Band 70, 1991, S. 409–411.[5]
- Zur Chirurgie des Gehörgangscholesteatoms. In: Laryngo-Rhino-Otol. Band 72, 1993, S. 51–52.[6]

#### Wissenschaftsgeschichte

##### Aufsätze
- Künstliche Trommelfelle – Ein Rückblick auf frühe Versuche der mechanischen Hörverbesserung. In: HNO-Informationen. Nr. 2, 1988, S. 5–10.
- Arthur Schnitzler und die Laryngologie. In: HNO. Band 37, 1989, Nr. 9, S. 351–357.[7]
- Laryngologisches im literarischen Werk von Arthur Schnitzler. In: HNO-Informationen. Nr. 4, 1991, S. 57–61.
- Ruf und Berufung, Akademische Karriere in Wilhelminischer Zeit. In: Rostock.Medizin.Beitr. 2000, Nr. 9, S. 13–24.
- Das medizinische Wien als Ursprungsstätte der Laryngologie: Ein Beitrag zur Genese einer Spezialdisziplin. In: forum HNO-Heilkunde Nr. 1–3, 2023, S. 44–52, S. 114–122, S. 192–199

##### Monographien
- Hochschullehrer im Kaiserreich – Beiträge zur Wissenschaftsgeschichte. Seemann Wissenschaft, 2021, ISBN 979-8-7683-0459-1.
- Das Bild Friedrich Althoffs (1839-1908) in den Erinnerungen zeitgenößischer Hochschullehrer. Verlag Dr. Kovač, 2022, ISBN 978-3-339-13168-3.[8]
- Als Arzt im Zarenreich. Die Deutschen Professoren der Medizinischen Fakultät in Dorpat 1802-1894. Verlag Dr. Kovač, 2023, ISBN 978-3-339-13402-8.[9]
- Preußischer Neuadel. Bildungsbürger. Die in Preußen 1871-1918 nobilitierten Mediziner, Wissenschaftler und Kulturschaffenden. Verlag Dr. Kovač, 2023, ISBN 978-3-339-13526-1.[10]

### Belletristik (unter Pseudonym Arthur Grimmel)
- Entscheidung am Gavia. Roman. Seemann, 2017, ISBN 978-1-5488-2637-6.[11]
- Gewebeprobe. Roman. Seemann, 2018, ISBN 978-1-7198-2036-3.
- Krellschüsse. Jagdliche Erzählungen. Seemann, 2018, ISBN 978-1-7287-3001-1.[12]
- Das Adorno-Komplott. Roman. Seemann 2020, ISBN 979-8-6626-1841-1.[13]
- Libris submersus. Von Menschen und Büchern. Kurzgeschichten. Genekult, 2023, ISBN 978-3-9505089-5-6.[14]
- Hoffmanns Erwerbungen. Geschichten aus der Wunderwelt des Konsums. Kurzgeschichten. Genekult, 2023, ISBN 978-3-9505089-8-7.
- Bildungsbürger. Alte weiße Männer unter sich. Genekult, 2024, ISBN 978-3-903537-00-2.[15]
- Begegnungen. Erlebtes Erlauschtes Erfundenes. Genekult, 2024, ISBN 978-3-903537-03-3.[16]